# Lac Pirihueico
Le lac Pirihueico (espagnol : Lago Pirihueico) est l'un des sept lacs situés dans le sud du Chili. Il s'agit d'un lac d'origine glaciaire dans les Andes alimenté par la rivière Fuy (en).

## Source de la traduction
- (en) Cet article est partiellement ou en totalité issu de l’article de Wikipédia en anglais intitulé « Pirihueico Lake » (voir la liste des auteurs).